# Sarcophaga punctipennis
Sarcophaga punctipennis är en tvåvingeart som beskrevs av Malloch 1928. Sarcophaga punctipennis ingår i släktet Sarcophaga och familjen köttflugor. Inga underarter finns listade i Catalogue of Life.